# Sarcophaga mazaliana
Sarcophaga mazaliana är en tvåvingeart som beskrevs av Andy Z. Lehrer 1996. Sarcophaga mazaliana ingår i släktet Sarcophaga och familjen köttflugor. Inga underarter finns listade i Catalogue of Life.